# 양수 발전

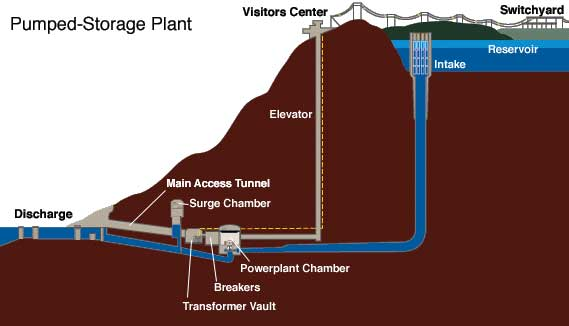

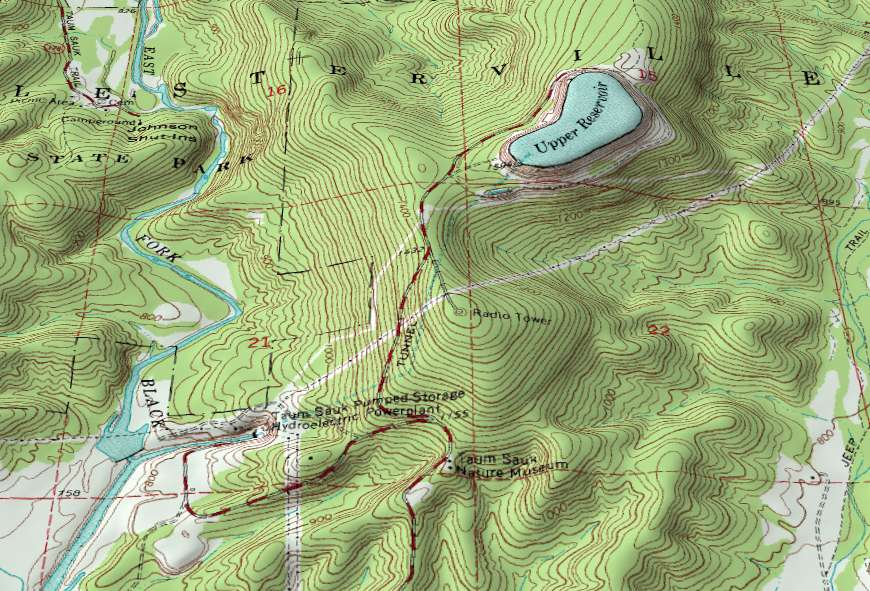

양수 발전(揚水 發電, 영어: pumped-storage hydroelectricity, PSH)은 수력 발전의 한 방식이다. 높이 차이가 나는 두 개의 저수지를 두고, 전력이 남을 때에는 아래쪽 저수지에서 위쪽 저수지로 물을 퍼올릴 수 있다. 퍼올린 물은 전력이 필요할 때 발전에 사용된다.  
양수 발전은 전 세계 수력 발전 12% 차지하고, 중국, 미국, 일본 세 국가가 세계 양수 발전량의 50% 이상을 차지한다. 한국도 세계 상위 10개국 안에 든다.

## 원리
전력수요가 적은 심야, 혹은 태양광 발전으로 전력 생산이 느는 주간에는 과잉 전력이 발생한다. 양수 발전은 과잉 전력을 이용해 하부지에서 상부지로 물을 끌어올렸다, 전력수요가 증가할 때 물을 하부로 낙하시켜 전력을 생산한다.
간접적으로 전력을 저장해 이용하는 것과 유사해, 대규모 에너지 저장 장치(ESS)라고 볼 수 있다.

## 용도
- 에너지 저장

양수 발전의 에너지 저장 기능은 주로 원자력, 풍력, 태양광과 연계된다. 수요에 상관없이 24시간 가동되는 원자력 발전소는 심야에 나오는 잉여전력으로 물을 퍼올린다. 간헐적 에너지원인 풍력, 태양광 발전에서 기상 환경이 좋을 때 나오는 잉여전력을 저장하는데도 양수 발전이 적합하다. 
- 전력망 안정

양수 발전은 또한 전력계통의 효율적 운용에 적합하다. 밸브만 열면 곧바로 발전이 가능하기 때문에 가동 소요 시간은 3∼5분에 불과하다. 복합화력발전이 30분∼1시간, 유연탄 화력발전이 4시간, 원자력발전이 24시간인 점에 견줘 기동력이 매우 뛰어난 셈이다. 대규모 정전이 일어나거나 전력소비가 많아 전력이 부족할 때 양수 발전은 빛을 발한다.

## 발전소

### 대한민국
대한민국의 양수 발전소 설비용량은 4,700MW로, 국내 전체 발전용량의 3.2%(4.7GW)를 차지한다. 모든 양수 발전소들은 한국수력원자력이 운용한다.  
- 청평 양수 발전소 (1980), 400 MW
- 삼랑진 양수 발전소 (1985), 600 MW
- 무주 양수 발전소 (1995), 600 MW
- 산청 양수 발전소 (2001), 700 MW
- 양양 양수 발전소 (2006), 1000 MW
- 청송 양수 발전소 (2006), 600 MW
- 예천 양수 발전소 (2012), 800 MW

정부는 신재생 에너지 확대의 일환으로 양수 발전을 확대하고 있다. 제8차 전력수급기본계획(전기본)에는 영동(500MW)·홍천(600MW)·포천(700MW), 10차 전기본에는 합천(900MW)·구례(500MW), 11차에는 영양(1천 MW)·봉화(500MW)·곡성(500MW)·금산(500MW) 양수발전 프로젝트가 확정설비로 반영됐다.

### 해외
설비 용량 기준 양수 발전이 발달한 국가는 중국(3만 1,490MW), 일본(2만 7,637MW), 미국(2만 2,855MW) 순이다. 세계 최대 양수 발전소인 허베이성 펑닝(丰宁) 양수 발전소(3.6GW)도 중국에 있다. 미국은 재생 에너지 발전량의 20%를 양수 발전에서 얻고 있다. 

## 같이 보기
- 수력 발전
- 한국수력원자력